# Воронів (аеродром)
Аеродрóм «Вóронів» — сертифікований постійний ЗПМ,  Дозволена експлуатація ПС до 5700 кг. 

## Спеціалізація
Клуб здійснює підготовку спортсменів, тут збереглися дієві парашутна і планерна ланки. Відбуваються регулярні планерні літання і чемпіонати країни.
Тут розташовані класи для проведення теоретичних занять по підготовці спортсменів-парашутистів та пілотів-планеристів. Підготовка проводиться з початку лютого по квітень перед літальним сезоном. В курс програми по підготовці входить аеродинаміка, метеорологія, штурманська підготовка, будова планера, а для спортсменів парашутистів ― будова парашуту та практичні заняття по вкладанню парашуту та відпрацюванню дій в повітрі.
Протягом літального сезону інструкторський склад знаходиться на аеродромі (~ з травня по жовтень). У цей період (у вихідні) спортсмени авіаспортклубу та прихильники авіації безпосередньо займаються стрибками та польотами.
Лети та стрибки  на аеродромі «Воронів». На території розташовані приміщення для проживання спортсменів та гостей, класи для підготовки до стрибків та летів спортсменів-парашутистів і пілотів-планеристів.

## Авіатехніка
Планери: Л-13 «Бланік», Jantar Standard, Jantar Standard-2, Jantar Standard-3, Лак-12, а також літаки Вільга-35а (для буксирування планерів) та Ан-2 (для стрибків з парашутом).
Є міні-готель. Розташування аеродрому дозволяє здійснювати стрибки з будь-якими типами парашутів та виконувати всі види летів на літаках та планерах у всіх напрямках без особливих обмежень повітряного простору.